# Calvados (departement)
Calvados je francouzský departement ležící v regionu Normandie. Hlavním městem a sídlem prefektury je Caen.

## Název
Až do roku 1790 se departement jmenoval Orne-Inférieure („Dolní Orne“). Název Calvados se vztahuje ke skalnatému pobřeží u Arromanches. Podle legendy vznikl zkomolením názvu lodi španělské Neporazitelné Armady El Salvador, která zde měla kdysi ztroskotat. Pravděpodobnější vysvětlení přinesl lingvista René Lepelley, který je odvodil z latinského sousloví Calva dorsa/dossa, „holá záda“ (mn. č.) jako označení dvou charakteristických nezalesněných vyvýšenin na pobřeží, které námořníkům sloužily jako orientační bod.
Calvados je také chráněné označení původu pro pálenku z jablečného nebo hruškového cidru. V češtině se kalvádos používá obecně pro jablečný destilát, u nás ve druhé a třetí čtvrtině 20. soletí zpopularizovaný literárními díly E. M. Remarqua, jehož hrdinové calvados popíjeli. Od 90. let se tento destilát do Česka dováží.

## Nejvýznamnější města
- Caen
- Hérouville-Saint-Clair
- Lisieux
- Bayeux
- Vire-Normandie
- Mondeville

## Administrativní dělení
Departement Calvados sestává ze 4 arrondissementů, 25 kantonů a 621 obcí (stav v květnu 2016, vzhledem k procesu slučování obcí lze předpokládat, že se počet obcí bude snižovat).
| Arrondissement | Počet obyvatel (2013) | Rozloha (km²) | Hustota zalidnění (ob./km²) |
| -------------- | --------------------- | ------------- | --------------------------- |
| Bayeux         | 68 130                | 952 km²       | 72 ob./km²                  |
| Caen           | 417 015               | 1990 km²      | 210 ob./km²                 |
| Lisieux        | 147 277               | 1650 km²      | 89 ob./km²                  |
| Vire           | 57 298                | 956 km²       | 60 ob./km²                  |

## Historie
V oblasti Calvados je doloženo několik pravěkých sídlišť, souvislejší osídlení dokládají až galo-románská města: od západu k východu tobyla: Baiocasse s pozdějším biskupstvím [[]]Bayeux; Viducasses poblíž Évrecy, které se nedochovalo; a Lexovii, dnešní Lisieux. Ve Vieux je lokalita Viducasses (Aregenua) od roku 1988 předmětem rozsáhlého archeologického výzkumu. Normandské muzeum v 
Caen uchovává četné nálůezy z tohoto území a období.
Ve 3. století oblast utrpěla vpády barbarských Germánů (Sasů). Bayeux a Lisieux byly obehnány hradbami. Ve 4. století se zde usadili Frankové. Bayeux a Lisieux byly tehdy sídly diecéze. Některé farnosti však závisely na biskupství Coutances (sektor Saint-Sever) nebo Sées (sektor Falaise). Od 9. století pronikali Vikingové od moře do středozemí a pustošili oblast. Na některých místech se uchytili (dánská kolonie v Bayeux). V roce 911 získal normanský náčelník a první vládce oblasti Rollo od franského krále Karla III.  moc a kontrolu nad diecézí Lisieux, a v roce 923 nad Bayeux. Právě v Caen byl pohřben Vilém Dobyvatel, normanský vévoda a od roku 1066 anglický král. V této době město s přístavem v ústí řeky Orne zažívalo velký rozmach. Jeho lomy těžily vysoce kvalitní vápenec, který se vyvážel až do Anglie.
Vznikla řada církevních institucí, chráněných nebo podporovaných normanskými vévody: opatství Val-Richer, Troarn, Villers-Canivet a Saint-Pierre-sur-Dives. Ve 12. století bylo postaveno několik opevnění: pevnost Caen (nyní srovnána se zemí), Bonneville-sur-Touques a hrad Falaise.
13. století se vyznačovalo vzestupem gotické kultury a architektury: kostel (později katedrála) Saint-Pierre v Caen, katedrála v Lisieux, kostely Saint-Gervais a Nejsvětější Trojice ve Falaise. V roce 1437 byla v Caen založena univerzita.
Departement byl vytvořen během Francouzské revoluce 4. března 1790 na základě zákona z 22. prosince 1789 zčásti bývalé provincie Normandie, čímž byly sloučeny staré okresy: diecéze Bayeux a Lisieux, generality Ancien Régime Caen, Rouen a Alençon. Zprvu se uvažovalo o jeho pojmenování „Basse-Orne“, a poté „Orne-Inférieure“. Oba názvy dokonce nějakou dobu koexistovaly v oficiálních dokumentech], než byl na návrh Jeana-Baptisty Delauneye zvolen současný název.
Po vítězství nad Napoleonem v bitvě u Waterloo 18. června 181) departement okupovala pruská vojska až do listopadu 1818.
V závěru druhé světové války, při osvobozování Francie 6. června 1944 během operace Overlord, padlo na západních plážích departementu mnoho vojáků americké, kanadské, britské a francouzské armády.